# Jelbeszéd (kommunikációs eszköz)
A jelbeszéd szavak nélküli tudatos kommunikációs eszköz, ami a beszéd helyettesítésére, vagy kiegészítésére szolgál. A jelnyelvet is szokták jelbeszédnek nevezni, ez azonban téves. Egy ismeretterjesztő kártyajátékban szerepel az 1620-as évszám, mint a jelbeszéd feltalálásának ideje, ezt lehet, hogy szintén a jelnyelvre értik. Alapvetően látható, de tartozhatnak hozzá hangjelek is, amiket hangzó gesztusoknak is neveznek. Lehet szemléletes, de lehet titkos is, mint például az alvilági. Németországban elterjedt hiedelem, hogy a Stasi is használt titkos jelbeszédet. Használhat különféle tárgyakat, virágokat is, mint a legyező-, a zsebkendő- és a virágnyelv. Szemléletes típusai lehetnek az alternatív és augmentatív kommunikáció eszközei. Egyesek világnyelvet alapoznának rájuk.
A jelbeszéd lehet természetes vagy mesterséges. A természetes jelbeszédek kultúránként, sőt egyénenként is eltérhetnek, például Kínában másként mutatják a számokat, mint Európában. Néhány tucat, vagy legfeljebb egy-kétszáz jelet tartalmaznak, és az egész testet igénybe veszik. A különféle rendekben a szerzeteseknek szükségük volt egy jelrendszerre, mert bizonyos helyeken és időpontokban el voltak tiltva a beszédtől. A középkori szövegek az egyes kódokra 52 és 472 között változó számú jelet sorolnak fel, ahol az átlag 178 és a középérték 145. A természetes jelbeszéd egyes változatai továbbfejlődtek, és önálló jelnyelvvé váltak. A mesterséges rendszereket rendszerint egy-egy jelnyelv ikonikus jeleit tartalmazzák, ezért nincs bennük hangzó komponens, jelkincsük gazdagabb, absztraktabb, és csak a felsőtestet veszik igénybe. A jeleket leegyszerűsítették, az adott jelnyelv megismerésében csak nagyon keveset segítenek. Ilyen rendszer például a Makaton, az Amer-Ind, vagy a Nézd a kezem!. Ezekkel a rendszerekkel használójuk jellemzően az anyanyelvének megfelelő sorrendben mutogat. Egyes nyelvészek azonban kimutatták, hogy sokszor azok is az alany-állítmány-többi sorrendet használják, akiknek anyanyelve más alapszórendű.

## Segédeszköz célú jelkészletek
A Makaton rendszere 450 jelet tartalmaz. Főként augmentatív célokra fejlesztették ki, a totális kommunikáció elősegítésére. Ez azt jelenti, hogy együtt használják a beszéddel, az írással és a képjelekkel a Makaton program keretében. Célcsoportjai az értelmi fogyatékosok, az autisták, a siketvakok, a beszédzavarosok és a szerzett neurológiai károsodást elszenvedettek. A jelek nyolc szintre vannak osztva, és meghatározott sorrendben tanítják őket.  Nevét szerzőiről kapta: Margaret Walker, Katharine Johnston és Tony Cornforth.  A program 1976-ban indult siket és értelmi fogyatékos felnőttekkel. 1996-ban átdolgozták a kulturális különbségek befogadására. Több országban használják, így Nagy-Britanniában, Lengyelországban, Németországban, Franciaországban, Új-Zélandon, Portugáliában, Görögországban, Kuvaitban és Japánban. Mindenütt a helyi jelnyelv jeleire alapoz.
Az Amer-Ind a síkvidéki indián jelnyelvre alapoz. Célcsoportjai az értelmi fogyatékosok és a beszédzavarosok. Terápiás célokra is használják az afázia és az apraxia kezelésére. Tanítása a tárgyak manipulációjával kezdődik, majd a tanulók rajzokat készítenek, először a bemutatással egy időben, később emlékezetből. A képek alapján reprodukálják a jeleket. Ezután hangzó emlékeztető szöveget csatolnak a képhez, végül a jelek használatát gyakoroltatják.  A jelek száma összesen 236.  Az Amerind Video Dictionary 193 jelet tartalmaz.  A jelkészletet fél kézre is átdolgozták. Az afáziások könnyebben tanulták ezt a rendszert, mint az amerikai jelnyelvet. A beszéd megindításának előkészítése mellett az is cél, hogy segítsék a rendszer használóit saját jelrendszerük kialakításában. Még azt is el tudták érni, hogy a  verbális kommunikációra képtelen afáziások egy jelfelismerő programmal telefonálhassanak.
A Nézd a kezem! német eredetű, és közvetve a német jelnyelvre alapoz. Főként alternatív kommunikációs célokat szolgál, és célcsoportjai az értelmi fogyatékosok, a nem beszélők, némák. Német neve: Schau doch meine Hände an!. A Verband evangelischer Einrichtungen für geistig und seelisch Behinderte adta ki. A jelkészlet könyv alakban és DVD-romon is elérhető. Az új kiadás úgy 700 jelet tartalmaz. Dr. Erdélyi Andrea hozta Magyarországra, és dolgozta át magyar körülményekre. Első kiadása 2005-ben jelent meg Magyarországon. Németországban és Magyarországon használják.

## Más célú jelkódok
Léteznek a különféle fogyatékosokat segítő jelbeszédek mellett más egyezményes jelkódok is, például a különféle sportokban vagy a tőzsdén, az étteremben használt kézjelek, a búvárok, életmentők jelei. A rendőrök is használnak néhány jelet, amikor a jelzőlámpát helyettesítik. Zajos munkahelyeken is kialakul egy helyi jelrendszer, például az Ózdi Hengerművekben. A tévéstúdiókban is egyezményes jelkódot használnak.
A múltban a szerelmes fiatalok nem beszélhettek nyíltan egymással, mert sosem hagyták őket négyszemközt, ezért kénytelenek voltak többé-kevésbé titkos és egyezményes jelkódokra hagyatkozni. A kommunikációhoz a kéznél levő tárgyakat használták fel, így jött létre a virág-, a legyező- és a zsebkendőnyelv. Közös jellemzőjük, hogy a kód nem volt egységes, ez sok félreértést is okozott. Már az ókori civilizációkban is voltak hasonló jelrendszerek, de akkor még általánosabb célúak voltak.
A virágnyelvben minden virágnak megvolt a maga jelentése, például a fehér liliom tisztaságot és ártatlanságot jelölt, vagy a nefelejcs azt, hogy ne felejts. Az sem volt mindegy, hogy milyen színű rózsát kapott az ifjú hölgy. Ma sem mindegy, hogy hány szálból áll a csokor: vagy páratlan számú, vagy száz tagú kell, hogy legyen. A virágok jelentése hosszú történelmi fejlődéssel alakult ki. Népdalokban, népi hímzéseken is találkozhatunk virágnyelvű üzenetekkel.
A szerelmi témára specializálódott legyezőnyelv spanyol eredetű, de népszerűbbé vált a virágnyelvnél. A jelentéseket a legyező tartásának módja, csukott vagy nyitott állapota, és a vele végzett finom mozdulatok hordozták. Nem volt mindegy például, hogy az ifjú hölgy melyik orcáját érintette meg vele.
A zsebkendőnyelv kétirányú kommunikációt tett lehetővé. Nem korlátozódott a szerelmi üzenetekre, a gyászt például a fekete keret jelezte. A kendő színe, formája, tartásmódja és viseletének helye számos jelentést hordozott. Ez a jelrendszer a népdalokban is feltűnik. A zsidó esküvő hagyományos táncában, a horában az ifjú férj és a feleség egy zsebkendő két végét fogva próbálja elkerülni, hogy kiessenek a székből. A homoszexuálisok ma is használnak zsebkendőnyelvet.

## Hasonló jelrendszerek
Magukat a jelnyelveket is sokszor nevezik jelbeszédnek, ez azonban téves, mivel a jelnyelvek ugyanúgy kétszeresen tagolt nyelvek, mint a hangzó nyelvek. Maguk a siketek is tiltakoznak ez ellen a szóhasználat ellen. Azokban a helyzetekben, ahol a hallók mutogatnak, a siketek megpróbálják jelnyelvüket használni, a szavak és a jelnyelv nélküli kommunikációnak csak kisegítő szerep jut, de a jelnyelv még ezekre a jelekre is hat.
A jelelt nyelvek egy jelnyelvre és egy hangzó nyelvre alapoznak. A jelnyelv szókincsét a hangzó nyelv nyelvtanával használják; valójában a beszélt nyelvet kódolják át jelre.
A Paget-Gorman jelkód az angolra és az angol jelnyelvre alapoz. 37 alapjelet és 21 mozdulatot tartalmaz, amelyek kombinálhatók egymással. Mivel az angol nyelv végződéseit is tartalmazza, ezért inkább egyfajta jelelt angolnak, mint jelbeszédnek tekinthető, de különbözik az általában jelelt angolnak nevezett kódtól. Célcsoportjai a beszédzavarosok és a nem angol anyanyelvű gyerekek, de azokat is bevonják, akik ezekkel a gyerekekkel foglalkoznak. Augmentatív és tanulási segédeszköznek használják. Segíti az olvasást, az angol nyelvtan megértését, és a kategorizálást. Nagy-Britanniában, Írországban és Ausztráliában jelelik.